# Jane Brophy

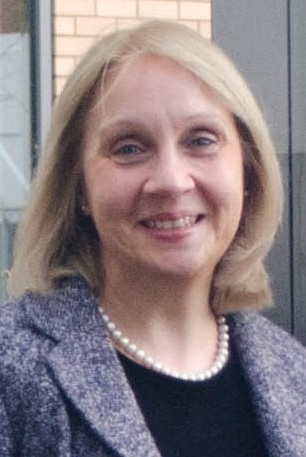
Jane Brophy

Jane Brophy (* 27. August 1963 in Manchester) ist eine britische Politikerin und Mitglied der Liberaldemokraten. Ab der Europawahl 2019 bis zum 31. Januar 2020 war sie Mitglied des Europäischen Parlaments. 

## Politische Laufbahn
Brodphy war 19 Jahre lang Mitglied des Gemeinderats von Trafford und war Kandidatin der Liberaldemokraten zur Europawahl 2014.

## Funktionen als MdEP
- Mitglied im Ausschuss für Beschäftigung und soziale Angelegenheiten
- Stellvertretendes Mitglied im Ausschuss für Umweltfragen, öffentliche Gesundheit und Lebensmittelsicherheit